# Chain of Strength
Chain of Strength ist eine US-amerikanische Hardcore-Band aus Kalifornien, die Ende der 1980er-Jahre aktiv war und sich in den 2010er-Jahren reformierte. Die Mitglieder treten für den Straight-Edge-Lebensstil ein.

## Geschichte
Die Band wurde 1988 in Pomona gegründet. Die Bandmitglieder waren zu diesem Zeitpunkt zwischen 15 und 18 Jahren alt. Bassist Barreto hatte zuvor bei Inside Out Schlagzeug gespielt. Gitarrist Hoffman und Schlagzeuger Bratton kamen von Justice League, die bereits eine EP und zwei Alben veröffentlicht hatten und deren Repertoire ein Lied beinhaltete, dessen Titel den Namen der neuen Band darstellte. Bratton spielte parallel bei Inside Out und No For An Answer. Der erste Liveauftritt von Chain of Strength erfolgte vor Ort im Rahmen eines Konzertes mit Youth of Today und Bold vor über 1000 Zuschauern. Nach Veröffentlichung ihrer ersten EP True Till Death auf Revelation Records im Jahr 1989 gründete die Band für weitere Veröffentlichungen ein eigenes Label, Foundation Records, auf dem neben der 1990 erschienenen Chain-of-Strength-EP What Holds Us Apart auch eine EP der befreundeten kalifornischen Hardcore-Band End To End veröffentlicht wurde. Die Band spielte in den gesamten USA und Kanada und insbesondere in den Hardcore-Hochburgen an der US-Ostküste (so regelmäßig im CBGB in New York und im Safari Club in Washington), brachte es aber nie zu einer Tournee außerhalb Nordamerikas. In der Szene waren Chain of Strength nicht unumstritten. Zum einen passten sie sich dem eher martialisch anmutenden Outfit zeitgenössischer Straight-Edge-Bands nicht an, sondern trugen auf der Bühne modische Alltagskleidung, was ihnen den Spitznamen „New Kids on the Block“ (nach der gleichnamigen Boygroup) einbrachte. Vom Designmagazin Harsh Forms wurden sie diesbezüglich als „Hardcore-Hipster“ bezeichnet. Weiterhin eckten sie in der oft dogmatischen Straight-Edge-Szene an, da sie sich in Interviews dazu bekannten, „gelegentlich“ Alkohol zu konsumieren, was im Widerspruch zu den Texten der Band stand, in denen der inneren Radikalisierung der Szene Vorschub geleistet wurde. Insbesondere mit den Gorilla Biscuits und No-For-An-Answer-Sänger Dan O’Mahony entwickelte sich eine jahrelange Feindschaft. 1991 trennte sich die Band, da sich Arbeit bzw. Schule sowie Verpflichtungen in anderen Bands nicht mehr mit dem Bandalltag vereinbaren ließen.
Sänger Canales und Gitarrist Hoffman gründeten nach dem Ende von Chain of Strength und einer beruflich bedingten Auszeit die Hardcore-Band Circle Storm, die eine EP und ein Album auf Ambassador Records veröffentlichte. Schlagzeuger Bratton wechselte zu Wool, Gitarrist Hertz zu Man Will Surrender. Bassist Barreto spielte von 2006 bis 2008 Bass bei Alien Ant Farm, seit 2012 Gitarre bei der reformierten Crossover-Band Excel und seit 2020 bei der Hardcore-Supergroup World Be Free.
2010 veröffentlichte das US-Hardcorelabel 1124 Records den Tributsampler To Us It Was So Much More, auf dem zehn Bands (u. a. The Geeks) Stücke von Chain of Strength covern.
2012 reformierten sich Chain of Strength in ihrer ursprünglichen Besetzung. Anlass war das 25-jährige Bestehen von Revelation Records, die zu diesem Jubiläum ein Festival in New York veranstalteten, als dessen Headliner Chain of Strength fungierten. Seitdem tritt die Band sporadisch auf, ohne neues Material zu produzieren. Neben lokalen Konzerten absolvierte die Band auch Auftritte auf Festivals, so 2014 beim Amnesia Rockfest in Montreal und 2015 beim Fun Fun Fun Fest in Austin sowie als Headliner beim Rain Fest in Seattle.

## Stil und Rezeption
Das kanadische Lifestylemagazin Vice bezeichnete die erste Chain-of-Strength-EP True Till Death als beste Straight-Edge-Hardcore-EP aller Zeiten. Sie mache Außenstehenden das Konzept dieses Musikgenres verständlich. Das Ox-Fanzine nannte die beiden EPs der Band „Klassiker“, die eine „Menge ungezügelte Energie“ enthielten. Das Onlinemagazin Punknews sieht in der Musik der Band „umwerfenden, (...) unnachgiebigen“ Hardcore, der nachfolgende Straight-Edge-Bands der 1990er-Jahre wie Ten Yard Fight oder In My Eyes nachhaltig geprägt habe; insbesondere Canales’ Gesangsstil sei dabei oft kopiert worden. Das Magazin kritisiert die Liedtexte der Band als generisch. Das Musikmagazin Scene Point Blank urteilte über das Album The One Thing That Still Holds True, es böte ein „Non-Stop-Bombardement“ klassischen Youth-Crew-Hardcores, das ein Klassiker und sinnbildlich für die Ära des Straight-Edge-Hardcore der späten 1980er-Jahre sei; insbesondere der Titel True Till Death sei eine Straight-Edge-Hymne auf dem Niveau von Titeln von Minor Threat. Einige Songs der Band transportieren laut Scene Point Blank Elemente des Rock ’n’ Roll. Das Magazin Sputnik Music bezeichnete die Musik der Band als klassischen Hardcore im Stile von Bands wie Youth of Today, Sick of It All oder Minor Threat, die, ein Alleinstellungsmerkmal, um „deutliche emotionale Elemente“ angereichert sei und erfrischend und authentisch wirke. Andrew Neufeld von Comeback Kid und Matt Fox von Shai Hulud bezeichnen Chain of Strength als musikalische Vorbilder ihrer jeweiligen Bands.
Schlagzeuger Bratton bezeichnet die Hardcore-Bands Cro-Mags und SSD als stilistische Vorbilder von Chain of Strength, Sänger Canales die Bands DYS, 7 Seconds, SSD, Minor Threat und Dag Nasty.

## Diskografie
- 1989: True Till Death (EP, Revelation Records)
- 1990: What Holds Us Apart (EP, Foundation Records)
- 1995: The One Thing That Still Holds True (Kompilation, Revelation Records)